# Néstor Fabián

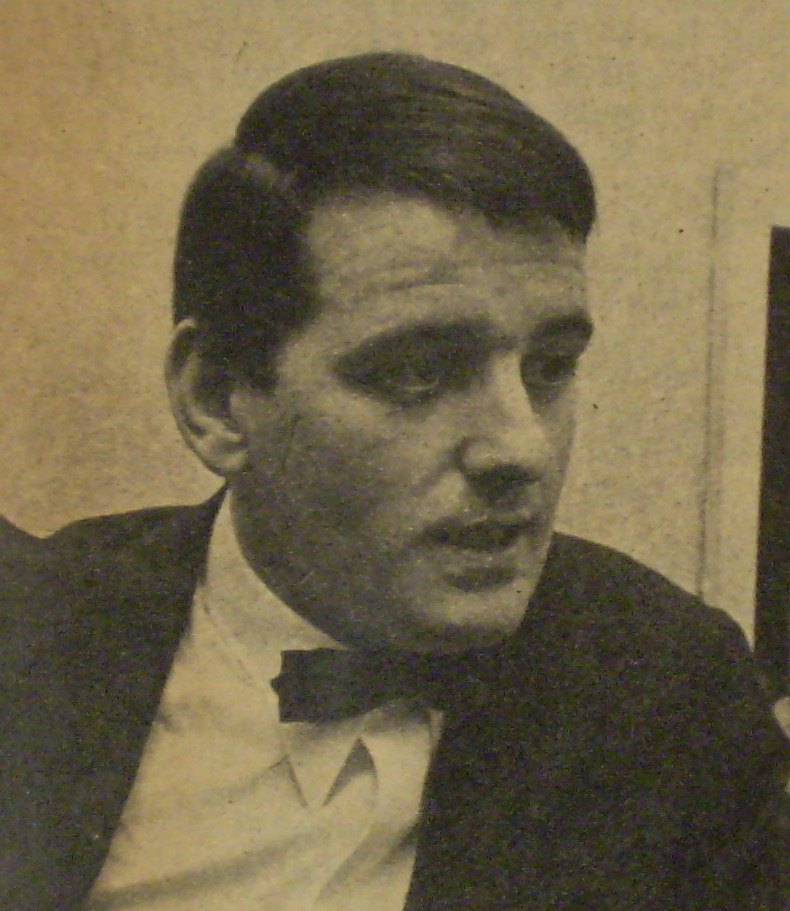

Néstor Fabián (José Cotelo; * 30. November 1938 in Buenos Aires) ist ein argentinischer Tangosänger und Schauspieler.

## Leben und Wirken
Fabián debütierte als Sänger 1961 in der Sendung Luces de Buenos Aires auf Canal 7 mit dem Bolero La noche de mi amor, begleitet von Mariano Mores und seinem Orchester. Am Teatro Astral trat er mit Mores, Virginia Luque und Susy Leiva in Musicals auf wie Buenos Aires de seda y percal und Buenas Noches, Buenos Aires. Seine erste Aufnahme beim Label Odeon war – ebenfalls mit Mores – der Titel Tan solo un loco amor.
Nach der Trennung von Mores engagierte ihn Alejandro Romay für Antonio Carrizos Show Sábados Continuados auf Canal 9. 1964 trat er erstmals in einer Fernsehsoap (Todo es amor) neben der Sängerin Violeta Rivas auf, die drei Jahre später seine Frau wurde. Fabián trat weiterhin in musikalischen Komödien und Fernsehshows auf und nahm Songs auf. Großen Erfolg hatte er mit der Aufnahme von Henry Mancinis Walzer Charade.
Ab 1964 trat Fabián in mehreren Spielfilmen als Schauspieler auf. Daneben sang er Songs in Soaps wie Me llaman gorrión und Malevo von Abel Santa Cruz und den Titelsong von Tengo calle. 1974 unternahm er mit Atilio Stampone eine Tournee durch die Sowjetunion. 1988 trat er in Granada und Lissabon auf. Erfolgreich blieb er mit Tangos wie El último round, Tinta roja, Cordón, El último café, Contame una historia, Los mareados und Sur.

## Filmografie
- 1964: Buenas noches, Buenos Aires (Regie: Hugo del Carril, mit Mariano Mores, Violeta Rivas, Virginia Luque, Julio Sosa, Susy Leiva, Anibal Troilo, Chico Novarro)
- 1965: Viaje de una noche de verano  (Regie: René Mujica, mit Tato Bores, Ramona Galarza, Chico Novarro, Luis Sandrini)
- 1969: Los muchachos de antes no usaban gomina (Regie: Enrique Carreras, mit Rodolfo Bebán, Beba Bidart, Susana Campos, Osvaldo Miranda, Carlos Estrada, Nora Cárpena, Sabina Olmos)
- 1969: ¡Viva la vida! (Regie: Enrique Carreras, mit Palito Ortega, Violeta Rivas, Tita Merello, Hugo del Carril, Mercedes Carreras, Juan Carlos Dual)
- 1970: Pasión dominguera (Regie: Emilio Ariño, mit Jorge Porcel, Luis Tasca, Perla Caron, Fidel Pintos)
- 1971: Balada para un mochilero (Regie: Carlos Rinaldi, mit José Marrone, Mariángeles, Arnaldo André)